# Hamdog
Hamdog je jídlo rychlého občerstvení původem z Austrálie (ze západní Austrálie). Skládá se z rozkrojené housky (podobně jako u hamburgeru), která má ovšem speciální tvar, dále z plátku mletého masa rozděleného na dvě části. V mezeře mezi dvěma částmi mletého masa je umístěn párek. Často se přidávají i další ingredience, jako jsou kyselé okurky, sýr, omáčky, rajče, salát nebo cibule. Hamdog je vlastně kombinací hamburgeru a hot dogu, podle toho se též odvíjí jeho název.

## Historie
Hamdog vymyslel Australan Mark Anthony Murray v únoru 2004. V roce 2009 získal na hamdog i americký patent.
Jinou verzi hamdogu vymyslel roku 2005 Chandler Goff, majitel baru v Decaturu v Georgii, USA. Skládal se z hot dogu v hamburgeru se slaninou, sýrem a cibulí, podáváno s francouzskými hranolky. Začal ho prodávat roku 2006 na festivalu Indiana State Fair.